# Сарале Шарон
Сарале (Сара) Шарон (хебр. שרה (שרה'לה) שרון‎; романизовано Saraleh Sharon; Ашдот Јаков Ихуд, 4. фебруар 1948) је израелска професорка музике и певања, позната по интерпретацијама традиционалних хебрејских песама и хебрејске поезије.  
У пратњи групе Lahakat Shiru представљала је Израел на Песми Евровизије 1993. у ирском Милстриту са песмом Shiru  (у преводу Певај). Са свега 4 освојена бода и укупно 24. позицијом, био је то најлошији пласман Израела на том фестивалу у дотадашњој историји. 